# چهارراه (نمایشنامه)
چهارراه نمایشنامه‌ای است از بهرام بیضایی، نوشته به سالِ ۱۳۸۸، که نخستین بار در فروردینِ ۱۳۹۷ به کارگردانیِ خودش در دانشگاهِ استنفورد به نمایش درآمد.

## داستان
حدودِ سالِ ۱۳۸۰ نهال فرّخی، که آموزگاری است که می‌خواسته بازیگر شود و اینک منتظرِ نامه‌بر است تا نامه‌اش را پس‌بگیرد، و سارنگ سهش، که بی‌خانمانی است که می‌خواسته نویسنده شود و اینک از زندان آزاد شده، پس از پانزده سال در چهارراهی (ظاهراً در تهران) به هم می‌رسند و رازهایی را دربارهٔ گذشته‌شان کشف می‌کنند: از این که سارنگ از عروسی با نهال به خارجه نگریخته بوده، بلکه زندانی بوده و جبراً معترف، تا این که دوستِ مشترکِ کودکیشان، که چاره‌دار نام دارد و اینک شوهرِ نهال است و در خارجه منتظرش، مأمورِ دولت بوده و مسئولِ هر چه بر ایشان رفته. سرانجام باریِ هجده‌چرخی، که راننده‌اش در جستجوی رفیقه‌اش بوده است، سارنگ را در چهارراه زیرمی‌گیرد و می‌کُشد؛ و نهال از بردنِ پسرش، که معلوم می‌شود از سارنگ بوده، به خارجه منصرف می‌شود.

## متن
این واپسین نمایشنامه‌ای است که بیضایی در ایران نوشته‌است، به سالِ ۱۳۸۸. او خود در برنوشتِ اجرای اوّلش پیشینهٔ این نمایشنامه را توضیح داده: که چهارراه ریشه در نمایشنامهٔ دوپرده‌ایِ گم‌شده‌اش از تابستانِ ۱۳۴۲ دارد: رگبار. متنِ چهارراه در زمستانِ ۱۳۹۸ به وسیلهٔ انتشاراتِ روشنگران و مطالعات زنان در قطعِ رحلی (همچنان که نویسنده می‌خواست) چاپ و منتشر شد. این کتاب، غیر از نمایشنامه و اطّلاعات و عکس‌های نخستین نمایشش، حاوی چکیده‌ای از داستانِ نمایش و متنِ برنوشتِ نخستین نمایش و سپاسنامه و گفتگوی بیضایی با تماشاکنانِ نمایش (بی نامِ پرسندگان و پاسخ‌دهنده) است.

## نخستین نمایش
آه،
چه مردمانی در چهارراه‌ها نگران حوادث‌اند
و این صدای سوت‌های توقف
در لحظه‌ای که باید، باید، باید
مردی به زیر چرخ‌های زمان له شود
مردی که از کنار درختان خیس می‌گذرد . . .

فروغ فرخزاد
فکرِ اجرای چهارراه در ذهنِ بیضایی از حوالیِ سالِ ۱۳۹۰ جدّی بود؛ ولی به خاطرِ کمبودِ بازیگر عملی نشد. تمرین‌های نمایش سرانجام از ۲۸ اکتبرِ ۲۰۱۷ با بازیگرانِ گزارش ارداویراف و طرب‌نامه آغاز شد، بی آن که هنوز جا و زمانی برای نمایش تعیین شده باشد، و روزهای شنبه و یکشنبهٔ هر هفته از ۱۰ صبح تا ۶ عصر در اتاقی در ساختمانِ کابرلیِ دانشگاهِ استنفورد ادامه یافت. حمید احیاء یادداشت‌هایی دربارهٔ پنج جلسهٔ اوّلِ تمرین‌ها منتشر کرده و شیوهٔ کارِ بیضایی را شرح داده است. تمرین پنج ماه ادامه یافت و چهارراه نخستین بار از ۲۳ تا ۲۵ و ۲۹ تا ۳۱ مارس و ۱ آوریلِ ۲۰۱۸ (دو هفتهٔ آغازینِ بهارِ ۱۳۹۷) در تماشاخانهٔ عمارتِ رابلیِ دانشگاهِ استنفورد به کارگردانیِ نویسنده به نمایش درآمد.
بیضایی «سهم» ِ خود از این نمایش را به «روان» ِ محمّد کوثر تقدیم کرد، که دو ماه و چند روز پیش از افتتاحِ چهارراه مرد.

### عوامل
- مدیرِ تولید و دستیارِ کارگردان: مژده شمسایی
- طرّاحِ نور: مایکل اف رامسر
- دستیارِ نور: علا محسنی
- موسیقی: فراز مینویی
- طرّاحِ پوشاک: متین نصیری‌ها
- طرّاحِ چهره‌پردازی: رکسانا رضوی
- مدیرِ صحنه: منیر منفرد
- طرّاحِ آگهی و برنوشت: متین نصیری‌ها

| نقش       | بازیگر      |
| --------- | ----------- |
| نهال فرّخی | مژده شمسایی |
| سارنگ سهش | علی زندیّه   |

بازیگرانِ صحنه‌های گروهی و نقش‌های کوتاه:
- حمید احیاء، در نقشِ دکّه‌دار و مردِ کیف‌به‌دست
- اُختای آذرمنش، در نقشِ پیکِ ارزی و مردِ کَلَک‌باز و تماشاگرِ مهم
- سپیده ترقّی‌کن، در نقشِ زنِ راننده
- ابوذر حاجی‌پور، در نقشِ راننده
- مهدی حافظی منشادی، در نقشِ جدول‌باز و گمشده و بازجوی یکُم
- شیما خاکی، در نقشِ خواهر نیکوکار
- نرگس خالوغلی، در نقشِ دانش‌آموز و زنِ دستفروش
- سپیده خسروجاه، در نقشِ خواهر طومارستانی
- لیلا سلطانی، در نقشِ زنِ بدگمان
- نگار سلطانی، در نقشِ خانم خوشبخت
- محمّد صدیقی، در نقشِ شطرنج‌بازِ دوّم و جوانِ منگ
- ماهگل صرّاف‌زاده، در نقشِ خانمِ معترض
- دینا ظریف، در نقشِ پرستار
- نرگس عطّاران، در نقشِ خواهر طومارسکی
- مهیار قبادی، در نقشِ خبرنگار
- علی کامران، در نقشِ شطرنج‌بازِ یکُم و مردِ حرصی و تعمیرکار
- ریانه کرمی، در نقشِ زنِ سربه‌هوا
- شاهین گرگانی، در نقشِ نامه‌بر
- بهزاد گل‌محمّدی، در نقشِ وقت‌شناس و آقای خوشبخت و بازجوی دوّم
- مارال مختاری، در نقشِ زنِ با چراغ‌قوّه
- پیام مقدّم، در نقشِ پاسبان
- رامین ملکوتی، در نقشِ قفل‌ساز و نیمکت‌نشین و تماشاگرِ جدّی
- کیا موسوی، در نقشِ سرمیزبان
- متین نصیری‌ها، در نقشِ زنِ پسرنما

### فیلم
ویدیویی از این نمایش ضبط و به دستِ بیضایی و علا محسنی تدوین شد (۱۱۹ دقیقه) که در ۲۷ و ۲۸ و ۲۹ اوتِ ۲۰۲۱ هر روز دو نوبت و در سراسرِ روزهای ۲ و ۳ سپتامبر به واسطهٔ اینترنت نمایش داده شد.

## نقد و نظر
سبک و صورتِ نمایشنامه و نمایش و نیز فیلمِ چهارراه همانند است با مجلس شبیه؛ در ذکر مصایب استاد نوید ماکان و همسرش مهندس رُخشید فرزین. از ویژگی‌هایش غلبهٔ آشفتگی و منطقِ کابوس و آزارِ مخاطب است؛ و، به قولِ علیرضا مجلّل، پیشنهادی سبکی است دربارهٔ یک گونهٔ نمایشِ اعتراضی. حمید امجد به تکراری بودنِ «دست‌مایه‌های شکلی و مفهومی» ِ چهارراه اشاره کرده و نمادهای عیسوی در آن یافت. پوریا ذوالفقاری نیز از همانندی، لا بل یکسانیِ موضوعات و درون‌مایه‌ها در بسیاری از کارهای بیضایی از «اژدهاک» تا چهارراه گفت.
پُرگویی در چهارراه نیز واکنش‌هایی برانگیخت. محمّد چرم‌شیر چهار «قطعه»ٔ نمایشی در استقبالش نوشت، با گفتگوهای کوتاه و بریده‌بریده و سکوت‌های بلند؛ و چهارراه را «هولناک‌ترین» نمایشنامهٔ بیضایی و «فصلی جدید در تعریفِ دوباره‌ی خشونت در جهان و جامعه‌ی امروزِ ما» گفت.
ارزیابیِ بررسان گوناگون بود: بعضی نمایش را پسندیدند و ستودند و بعضی نه. و بیشترشان به شدّتِ خشمِ بیضایی اشاره کردند. جهانبخش نورایی بازیِ همهٔ بازیگران را «گیرا و درجهٔ یک» وصف کرد.
گروهی گله کردند که بیضایی بیش از حدِّ انصاف «تلخ» شده و در بازنماییِ خفقانِ حاکم بر روابطِ اجتماعی در ایران راهِ افراط پیموده و گرفتاری‌ها را بدتر از آنچه بوده‌اند نمایش داده است. مثلاً شهرام خرازی‌ها در مقاله‌ای به نامِ «خودکشی در پیونگ‌یانگ!» نوشت که «اگر» بیضایی «محل وقوع رخدادها را کره شمالی در نظر می‌گرفت حرف، پیام، فضاسازی و انتقادش بسیار پذیرفتنی و قابل مداقه از آب درمی‌آمد» و محمّدحسن خدایی چنین تشخیص داد که «فی‌الواقع همبستگی اجتماعی . . . همچنان در ایران معاصر قابل مشاهده است و سرمایه‌ی اجتماعی به میزانی که بیضایی هشدار می‌دهد از کف نرفته است.» رضا بهکام هم، که سبکِ چهارراه را هیچ نپسندیده بود، از نمایش چشمِ «رهاوردی برای برون‌رفت» از وضعِ موجود داشته و به استفهامِ انکاری پرسید که آیا نمایشِ گرفتاری‌های اجتماعی بی «تحلیل» رواست. در پاسخِ این ناخرسندان امیر پوریا به هم‌زمانیِ نمایشِ اینترنتیِ چهارراه با دستگیریِ نوهٔ خواهرِ بیضایی در ایران «به جرم بهائیّت» اشاره کرد و این را گواهی از حقّانیتِ تصویری گرفت که بیضایی در این نمایش از ایرانِ معاصرش نشان داده است. جابر تواضعی نیز، در نیمهٔ سالِ ۱۴۰۰، به آنچه خاصیتِ پیشبینانهٔ بعضی از آثارِ بیضایی می‌انگاشت اشاره کرد و گفت که چهارراه شاید در ۱۳۸۸ (که نوشته شد) تلخ‌تر از واقعیتِ بیرونی می‌نمود، ولی «برای اکنون‌مان کاملاً مناسب است.»